# Liste geflügelter Worte/P

## Pack die Badehose ein!

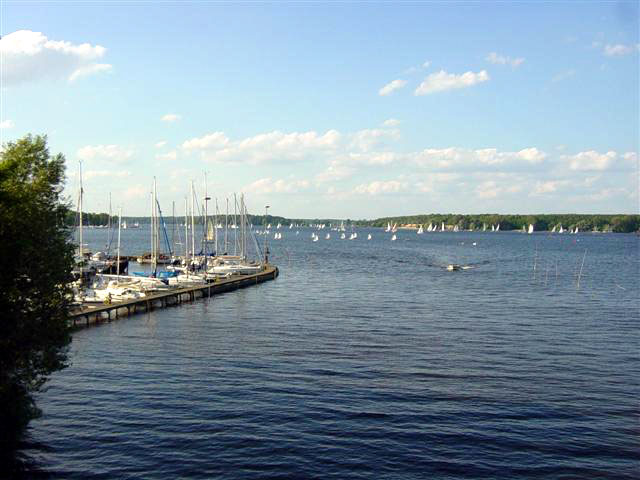
Großer Wannsee in Berlin

Pack die Badehose ein! war der Schlagertitel, mit dem 1951 der Kinderstar Cornelia Froboess in einer Rundfunksendung debütierte. Der Schlager wurde von ihrem Vater Gerhard Froboess komponiert, der Text stammt von Hans Bradtke. Eingängig ist vor allem der Refrain, der mit folgenden Versen beginnt:
Pack die Badehose ein, nimm dein kleines Schwesterlein

Und dann nischt wie raus nach Wannsee

Ja, wir radeln wie der Wind durch den Grunewald geschwind

Und dann sind wir bald am Wannsee
Der Schlager wurde rasch populär und sein Titel steht als Metapher für strahlend schönes Sommerwetter. Wo es keinen Wannsee gab, sang man:

„Und dann nischt wie raus ins Strandbad.“

Cornelia hatte damit im Mai 1951 ihren ersten Bühnenauftritt. Den Schlager hatte ihr Vater ursprünglich für die Schöneberger Sängerknaben geschrieben, doch die Aufnahme mit Cornelia wurde erfolgreicher und machte sie zum Kinderstar.

## Packen wir’s an!
Als Ergebnis der Ölkrise von 1973 begann ein Umdenken in Bezug auf die Bedeutung der Energieeinsparung. Der Mineralölkonzern Esso war der Ansicht, dass diese Frage ein ernsthafteres Symbol als einen gezeichneten Tiger verlangte. 1975 wurde in Großbritannien der erste Werbefilm ausgestrahlt, der einen echten Tiger zeigte. Gleichzeitig verwendete der Konzern einen neuen Slogan:

„Es gibt viel zu tun – Packen wir’s an!“

Damit wurde der bekannte vorherige Slogan aus dem Jahr 1959 abgelöst:

“Put a Tiger in Your Tank.”

„Pack den Tiger in den Tank.“

Zusammen mit dem Satz „Es gibt viel zu tun“ erlangte dieser Werbeslogan über das Fernsehen weite Verbreitung. Als Parodie zu dem neuen Slogan gab es bald Varianten wie:

„Es gibt viel zu tun – Lassen wir es ruh’n!“

„Es gibt viel zu tun. Fangt schon mal an!“

„Es gibt viel Huhn – backen wir’s an!“

## Pacta sunt servanda.
Der lateinische Rechtsgrundsatz Pacta sunt servanda bedeutet auf Deutsch:
„Verträge müssen eingehalten werden.“
Es handelt sich um den wichtigsten Grundsatz des öffentlichen ebenso wie des privaten Vertragsrechts.
Das Zitat stammt wohl vom römischen Juristen Ulpian.
Der Satz wurde oft vom bayerischen Politiker Franz Josef Strauß als Kanzlerkandidat der Union in Bezug auf die Deutschlandpolitik Willy Brandts und Helmut Schmidts zitiert. Er wollte damit ausdrücken, dass er beabsichtigte, den Grundlagenvertrag mit der DDR einzuhalten, den er heftig bekämpft hatte.
Auf die Frage Martin Bangemanns in einer Fernsehdiskussion im Januar 1987, ob er hinter die Ostverträge zurückwolle, bekräftigte Strauß sein Wort „pacta sunt servanda“.

## Pädagogische Provinz
Dieser von Goethe in seinem Bildungsroman Wilhelm Meisters Wanderjahre geprägte Begriff steht für eine vorbildliche Erziehungsgemeinschaft. Über den Roman hinaus wird der Begriff als Bezeichnung pädagogischer Idealentwürfe verwendet.
Im ersten Kapitel des zweiten Buches bringt Wilhelm seinen Sohn Felix in einer pädagogischen Provinz unter, die auf den ersten Blick folgenden Eindruck macht:
„Die Wallfahrenden hatten nach Vorschrift den Weg genommen und fanden glücklich die Grenze der Provinz, in der sie so manches Merkwürdige erfahren sollten; beim ersten Eintritt gewahrten sie sogleich der fruchtbarsten Gegend, welche an sanften Hügeln den Feldbau, auf höhern Bergen die Schafzucht, in weiten Talflächen die Viehzucht begünstigte. Es war kurz vor der Ernte und alles in größter Fülle; das, was sie jedoch gleich in Verwunderung setzte, war, daß sie weder Frauen noch Männer, wohl aber durchaus Knaben und Jünglinge beschäftigt sahen, auf eine glückliche Ernte sich vorzubereiten, ja auch schon auf ein fröhliches Erntefest freundliche Anstalt zu treffen.“
Erziehungselemente sind Musik und Chorgesang.
Die Oberen setzen Wilhelm auseinander, welche Religion zu favorisieren sei. Insbesondere bekommen die Jugendlichen in der Provinz Ehrfurcht vor dem Himmel und der Erde beigebracht.
Der Begriff wird heute beispielsweise so verwendet:
- „Pädagogische Provinz – Interview mit Ingrid Sund, Leiterin der Schule Schloss Salem“
- „Die Gartenstadt Hellerau als pädagogische Provinz“
- „Pädagogische Provinz versus Ideologische Zuchtanstalt“

## Päpstlicher sein als der Papst

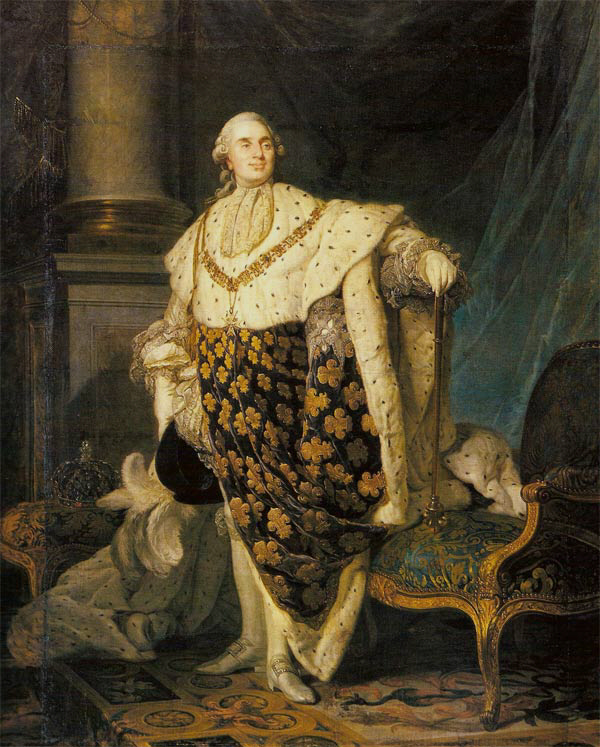
Ludwig XVI.

Diese Redensart geht vermutlich auf den französischen König Ludwig XVI. zurück, der Folgendes gesagt haben soll:
„Il ne faut pas être plus royaliste que le roi.“
„Man muss nicht königlicher gesinnt sein als der König.“
Der Reichskanzler Otto von Bismarck änderte diese Redensart während des Kulturkampfs um in:
„katholischer sein als der Papst“
Bismarck sah in den Versuchen des Vatikans, die päpstliche Einflussnahme zu festigen, einen Angriff auf den gerade entstandenen deutschen Nationalstaat. Der Streit eskalierte, als die Kurie verlangte, Kirchenkritiker aus dem Schul- und Universitätsdienst zu entfernen.
Literarisch belegt ist diese Wendung auch durch Leo Tolstois Roman Anna Karenina. Dort sagt Fürstin Twerskaja:
„Ich kann nicht päpstlicher sein als der Papst.“

## Pardon wird nicht gegeben!
Die so genannte Hunnenrede hielt Wilhelm II. am 27. Juli 1900 in Bremerhaven. Anlass dafür war die Verabschiedung des deutschen Ostasiatischen Expeditionskorps zur Niederschlagung des Boxeraufstands im Kaiserreich China. Das wohl bekannteste Zitat dieser Rede lautet:
„Pardon wird nicht gegeben! Gefangene werden nicht gemacht!“
Dieses Zitat wurde im Ersten Weltkrieg häufig als Bestätigung für das als barbarisch geltende Verhalten der Deutschen herangezogen. In Großbritannien prägte die Rede den Begriff „The huns“ für die Deutschen, der gleichfalls in der britischen Kriegspropaganda im Ersten Weltkrieg eine Rolle spielte.
In dieser zweiten, offiziellen Fassung hat die entscheidende Passage folgenden Wortlaut:
„Ihr wisst es wohl, ihr sollt fechten gegen einen verschlagenen, tapferen, gut bewaffneten, grausamen Feind. Kommt ihr an ihn, so wisst: Pardon wird nicht gegeben. Gefangene werden nicht gemacht. Führt eure Waffen so, dass auf tausend Jahre hinaus kein Chinese mehr es wagt, einen Deutschen scheel anzusehen.“

## Part of the Game
no na net, part of the game, auf Deutsch: selbstverständlich Teil des Spiels sprach der stellvertretende Kärntner Landeshauptmann Uwe Scheuch 2009 im Zuge der Part-of-the-Game-Affäre in einem persönlichen Gespräch, das auf Tonband mitgeschnitten wurde. Damit bot er einem Berater eines möglichen russischen Investors in Kärnten die österreichische Staatsbürgerschaft an. Der Ausspruch wurde in der Folge zum geflügelten Satz um Korruption anzuprangern.
Im Rahmen des Nationalratswahlkampfes 2013 wurde der Satz wieder aufgegriffen, als ein Handyspiel mit dem Titel “Part of the Game – Game” auf den Markt gekommen ist.

## Paris ist eine Messe wert.

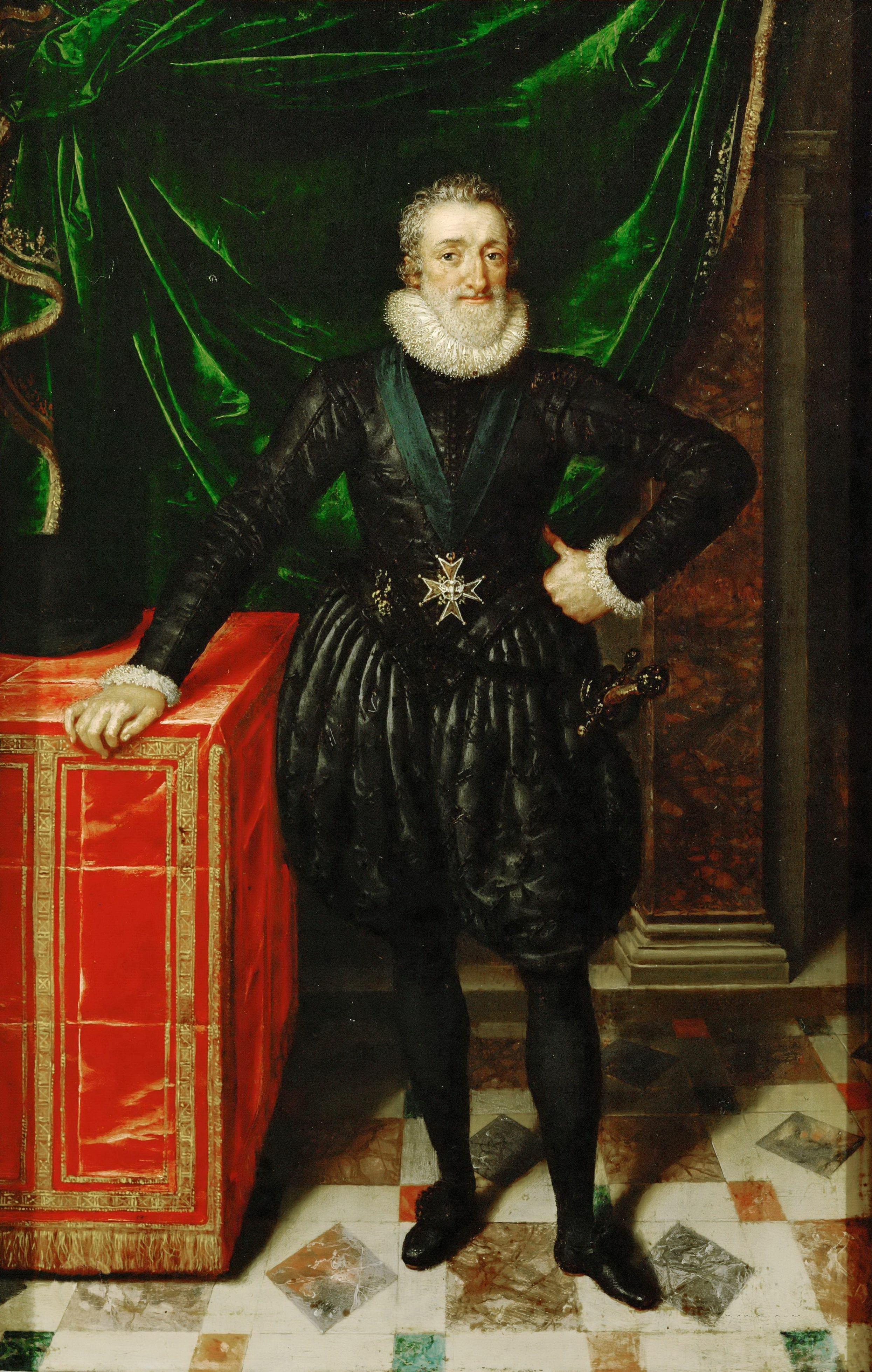
Heinrich IV.

Dieser Ausspruch wird dem französischen König Heinrich IV. zugeschrieben, der für seine Thronbesteigung vom Calvinismus zum Katholizismus übertrat. Nach langwierigen Kämpfen mit den französischen Katholiken und den habsburgischen Spaniern empfing er die Kommunion und kommentierte sein Verhalten hinterher angeblich mit dem folgenden Satz:
„Paris vaut bien une messe.“
Nach Robert Merle hat er diesen Satz allerdings nie selbst gesagt. Wie viele andere Sprüche habe ihm das französische Volk diese Aussage in den Mund gelegt.

## Parkinsons Gesetz
Die Parkinsonschen Gesetze sind zwei Lehrsätze, die von Cyril Northcote Parkinson nach den folgenden Beobachtungen formuliert wurden:
1. Arbeit dehnt sich in genau dem Maß aus, wie Zeit für ihre Erledigung zur Verfügung steht – und nicht in dem Maß, wie komplex sie tatsächlich ist. Als Beispiel wird eine Rentnerin angeführt, die einen halben Tag dafür braucht, ihrem Enkel einen Geburtstagsgruß zu schreiben. Zunächst geht sie eigens in ein Glückwunschkartengeschäft, verbringt dort eine halbe Stunde mit der Auswahl, überlegt sich dann zuhause stundenlang nette Formulierungen, geht schließlich zum Postamt, wo sie erst nach ausführlicher Beratung zu den derzeitigen Sondermarken schließlich die Karte aufgibt. Der Kontrast ist der vielbeschäftigte Manager, der die gleiche Aufgabe in drei Minuten an seinem Schreibtisch erledigt.
2. In Diskussionen werden die Themen am ausführlichsten diskutiert, von denen die meisten Teilnehmer Ahnung haben – und nicht die Themen, die am wichtigsten sind. Beim Planen des Baus eines Kernkraftwerks kann es so vorkommen, dass die eigentliche Konstruktion des Reaktor-Inneren relativ schnell abgehakt wird, weil die anwesenden Manager und Politiker nur wenig Fachwissen besitzen, während sich danach alle über Stunden die Köpfe heiß reden über die Farbe, in der das Abstellhäuschen (bicycle shed) für die Fahrräder der Mitarbeiter gestrichen werden soll.

## Partei ist organisierte Meinung.
Diese Definition stammt vom britischen Staatsmann Benjamin Disraeli, der am 21. Juli 1857 im Unterhaus auf Englisch sagte:

“Party is organized opinion.”

## Passiver Widerstand
Als der preußische König Friedrich Wilhelm IV. im November 1848 seine Truppen zur Einschüchterung der Nationalversammlung in Berlin einmarschieren ließ, wies der Präsident der Nationalversammlung, Hans Victor von Unruh, den bewaffneten Schutz der Bürgerwehr mit folgenden Worten zurück:

„Ich wäre entschieden der Meinung, dass hier nur passiver Widerstand geleistet werden könne.“

Der Ausdruck ist zwar älter, wurde aber durch Unruhs Ausspruch weiter verbreitet.

## Passt wie die Faust aufs Auge
Die Redewendung wird in Bezug auf eine als besonders unvorteilhaft empfundene Paarung angebracht, etwa für tatsächlich besonders schlecht Passendes (ein Reim z. B.) oder wenn der Sprecher seine subjektive Missbilligung ausdrücken will.
In der modernen Umgangssprache wird der Ausdruck gelegentlich auch als positiver Superlativ verwendet.

## Patriotismus ist die Tugend der Boshaften
Von Oscar Wilde stammt die Aussage "Patriotism is the virtue of the vicious". Im Kontext wird der Zusammenhang seiner Aussage klar: "Patriotismus ist die Tugend der Boshaften (Bösartigen/Bösen). Mir sind Menschen lieber als Prinzipien, und Menschen ohne Prinzipien sind mir lieber als sonst etwas auf der Welt."

## Patriotismus ist Liebe zu den Seinen; Nationalismus ist Hass auf die anderen.
Diese Unterscheidung von Patriotismus und Nationalismus stammt vom ehemaligen deutschen Bundespräsidenten Richard von Weizsäcker. Er greift damit eine Formulierung des französisch-jüdischen Schriftstellers und Diplomaten Romain Gary auf, der dies 1965 in Pour Sganarelle folgendermaßen ausgedrückt hatte:

« Le patriotisme c’est l’amour des siens. Le nationalisme c’est la haine des autres. »

Fälschlicherweise wird das französische Originalzitat oftmals dem vergleichsweise bekannteren Schriftsteller Victor Hugo zugeschrieben. 

## Paulus, du rasest!
Diese Worte sagte der römische Prokonsul Porcius Festus nach dem Bericht in der Apostelgeschichte zum Apostel Paulus von Tarsus, als dieser sein enthusiastisches Bekenntnis zu Jesus Christus ablegte:

„24Da er aber solches zur Verantwortung gab, sprach Festus mit lauter Stimme: Paulus, du rasest! Die große Kunst macht dich rasend. 25Er aber sprach: Mein teurer Festus, ich rase nicht, sondern rede wahre und vernünftige Worte.“

Festus wusste nichts mit dem Apostel Paulus, der von seinem Vorgänger Marcus Antonius Felix in Schutzhaft genommen worden war, anzufangen, und überließ es schließlich dem jüdischen König Herodes Agrippa II. herauszufinden, was es mit diesem mysteriösen Jesus Christus auf sich habe. Als Paulus an den römischen Kaiser Nero appellierte, schickte Festus ihn nach Rom.
Das überschwängliche Verhalten des Apostels Paulus lässt erkennen, dass die christliche Kirche als glühende Sekte begonnen hat.
Das Motto findet sich in abgewandelter Form in einem Gedicht von Heinrich Heine mit dem Titel An Edom! wieder, das den Antisemitismus zum Thema hat:
Du duldest, daß ich atme,

Daß du rasest, dulde ich.

Manchmal nur, in dunklen Zeiten,

Ward dir wunderlich zu Mut,

Und die liebefrommen Tätzchen

Färbtest du mit meinem Blut.

## Peccavi

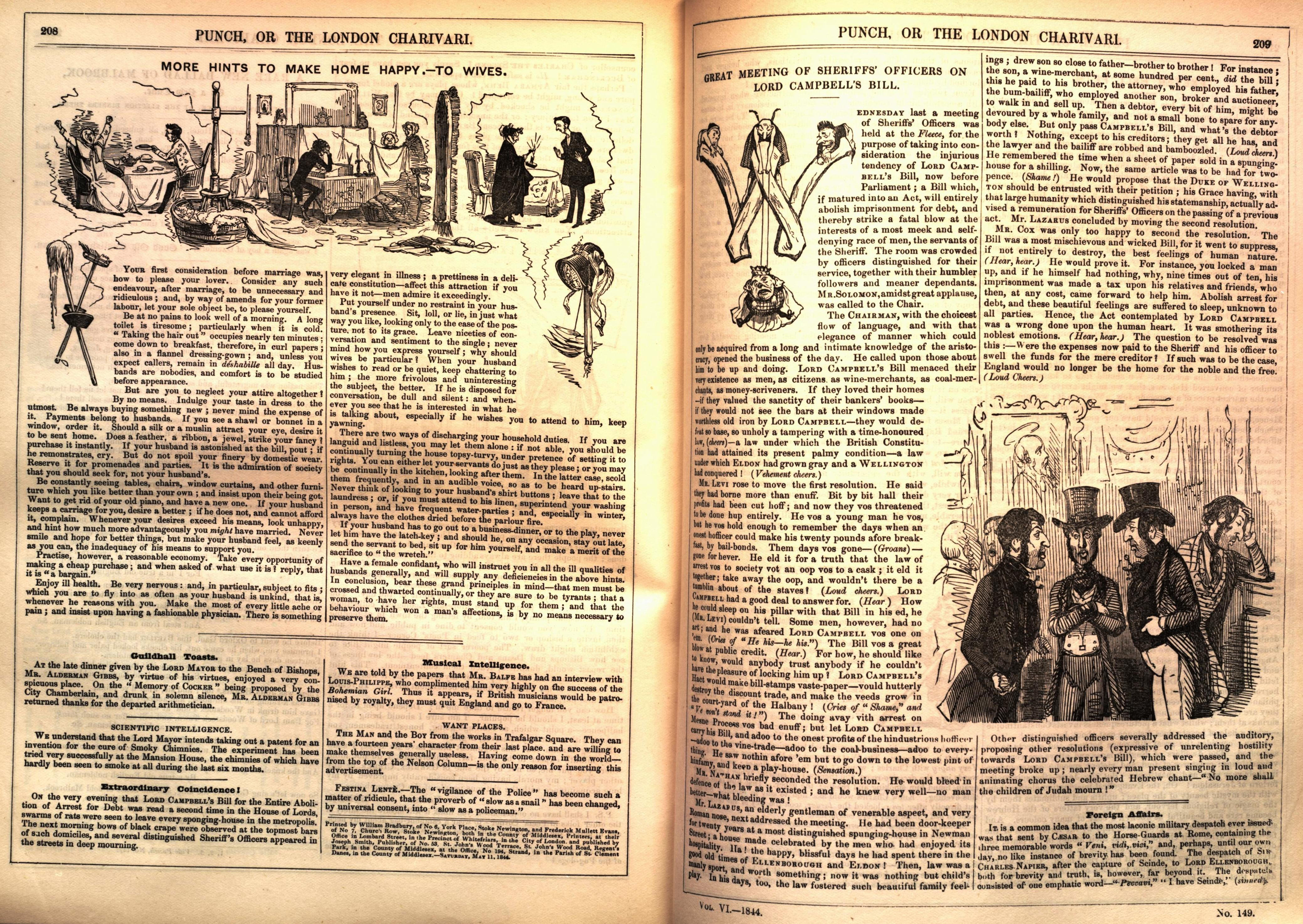
Der genannte Abschnitt ganz unten rechts

Generalmajor Charles James Napier soll 1843 mit diesem einen Wort (lateinisch für „ich habe gesündigt“, engl. „I have sinned“) die Eroberung Sindhs (Homophon von „sinned“) nach London telegrafiert haben. Der Encyclopedia of Britain von Bamber Gascoigne (1993) zufolge stammte das Wortspiel in Wahrheit von Catherine Winkworth. Sicher ist, dass die neu gegründete Zeitschrift Punch am 18. Mai 1844 folgenden Text veröffentlichte:

“It is a common idea that the most laconic military despatch ever issued was that sent by Caesar to the Horse-Guards at Rome, containing the three memorable words ‚Veni, Vidi, Vici‘ and, perhaps, until our own day, no like instance of brevity has been found. The despatch of Sir CHARLES NAPIER, after the capture of Scinde, to Lord Ellenborough, both for brevity and thruth, is, however, far beyond it. The despatch consisted of one emphatic word – ‚Peccavi,‘ ‚I have Scinde,‘ (sinned).”

„Es ist ein verbreiteter Gedanke, dass die lakonischste je aufgegebene militärische Depesche, die von Caesar an die Horseguards in Rom abgesandte war, die die drei denkwürdigen Worte Veni, Vidi, Vici enthielt und, vielleicht wurde bis zu unserem Tag kein ähnliches Beispiel der Kürze gefunden. Die Depesche von Sir Charles Napier, nach der Eroberung Sindhs, an Lord Ellenborough geht an Kürze und Ehrlichkeit weit über diese hinaus. Die Depesche bestand aus dem nachdrücklichen Wort ‚Peccavi,‘ ‚Ich habe Sindh,‘ (gesündigt).“

Das Wortspiel bezog sich nicht nur auf die Eroberung Sindhs, sondern auch darauf, dass Napier Anweisung hatte, Sindh nicht zu erobern.

## Pegasus im Joche

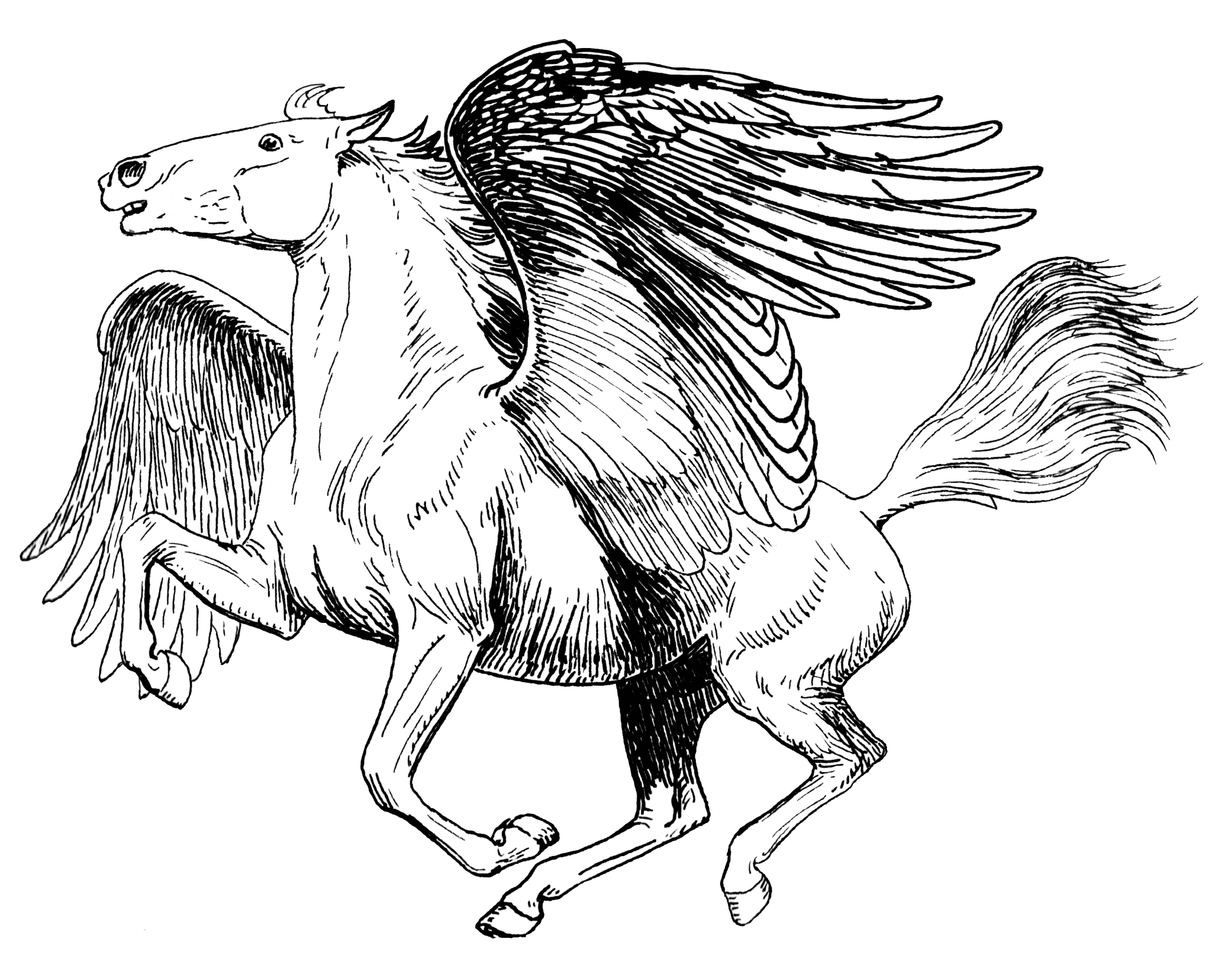
Pegasos

Unter dem Hufschlag des geflügelten Pferdes Pegasos entstand in der griechischen Mythologie der Berg Helikon mit einer Quelle. Wer aus dieser Quelle trank, wurde zum Dichter. Das geflügelte Pferd wurde deshalb zum Sinnbild der Dichtkunst. Bei dem Ausdruck Pegasus im Joche handelt es sich um die Überschrift eines Gedichtes von Friedrich Schiller, das mit folgenden Versen beginnt:
Auf einen Pferdemarkt – vielleicht zu Haymarket,

Wo andre Dinge noch in Waare sich verwandeln,

Bracht’ einst ein hungriger Poet

Der Musen Roß, es zu verhandeln.
Das Flügelpferd wird zusammen mit einem Ochs vor einem Pflug gespannt, wozu es sich natürlich überhaupt nicht eignet. In diesem Gedicht wird demonstriert, wie das Genie verkümmern muss, wenn es der Dichter in den Dienst kunstfremder Zwecke stellt.

## Per aspera ad astra.
Dieses lateinische Zitat (auf rauen Wegen zu den Sternen) ist eine Abwandlung einer Stelle aus der Tragödie Der rasende Herkules des römischen Dichters Seneca. Das Original lautet folgendermaßen:

“Non est ad astra mollis e terris via.”

„Es ist kein bequemer Weg von der Erde zu den Sternen.“

## Perfides Albion
Albion ist der dichterisch gebrauchte Name für England. Der Name ist womöglich keltischen Ursprungs, wobei die Römer ihn von den Kalkklippen bei Dover ausgehend mit albus („weiß“) verbanden.
Das Schlagwort vom „perfiden Albion“ (niederträchtigen England) kam 1793 in Frankreich auf (französisch: la perfide Albion) und war Ausdruck der Verbitterung über den Beitritt Englands zur europäischen Koalition gegen das revolutionäre Frankreich.
Es stammt aus einem Gedicht des Augustin Marquis de Ximenez. Ihn übernahmen auch Chateaubriand, Théodore de Banville, Edmond und Jules de Goncourt und Anatole France.
Im deutschen Sprachraum wurde der Ausdruck insbesondere in der wilhelminischen Zeit häufig verwendet. Im Jahr 1908 empfahl Lord Fisher dem britischen König Eduard VII. „die deutsche Flotte zu kopenhagisieren“. Nach Admiral Bacon nahm Fisher an, dass Deutschland, wenn es sein Flottenprogramm (…) beendet hätte, uns angreifen würde; und zwar im September oder Oktober 1914 wegen der dann erfolgten Fertigstellung des Kieler Kanals (…). Die Wiederholung von Kopenhagen 1801 wäre deshalb empfehlenswert: „Warum sollten wir warten und Deutschland den Vorteil der Festlegung des Angriffszeitpunktes geben?“.
Der König antwortete ihm, dass diese Vorstellung allgemeinem Recht widerspräche.

## Perlen bedeuten Tränen.
In Gotthold Ephraim Lessings Schauspiel Emilia Galotti erzählt Emilia am Morgen vor der geplanten Trauung mit dem Grafen Appiani von einem Traum, in dem sich die Edelsteine eines Schmuckstücks, das ihr zukünftiger Gemahl ihr geschenkt hat, in Perlen verwandelten:
Emilia
„Nein, mein lieber Graf, nicht so; nicht ganz so. Aber auch nicht viel prächtiger, nicht viel. – Husch, husch, und ich bin fertig! – Nichts, gar nichts von dem Geschmeide, dem letzten Geschenke Ihrer verschwenderischen Großmut! Nichts, gar nichts, was sich nur zu solchem Geschmeide schickte! – Ich könnte ihm gram sein, diesem Geschmeide, wenn es nicht von Ihnen wäre. Denn dreimal hat mir von ihm geträumt -“
Claudia
„Nun! davon weiß ich ja nichts.“
Emilia
„Als ob ich es trüge, und als ob plötzlich sich jeder Stein desselben in eine Perle verwandele. – Perlen aber, meine Mutter, Perlen bedeuten Tränen.“
Claudia
„Kind! – Die Bedeutung ist träumerischer als der Traum. – Warest du nicht von jeher eine größere Liebhaberin von Perlen als von Steinen? -“
Emilia
„Freilich, meine Mutter, freilich -“
Appiani
„(nachdenkend und schwermütig). Bedeuten Tränen – bedeuten Tränen!“
Der Aberglaube, dass Perlen, die man geschenkt bekommt, Sorgen und Leid in der Zukunft bedeuten, findet sich schon in mittelalterlichen Traumbüchern. Man führt das darauf zurück, dass beim Sammeln der Perlen viele Taucher umgekommen sind. Deshalb sollte man sie entweder selbst kaufen oder demjenigen, der sie schenkt, einen geringen Betrag zahlen, sodass sie nicht mehr geschenkt sind, sondern gekauft.

## Perlen vor die Säue werfen

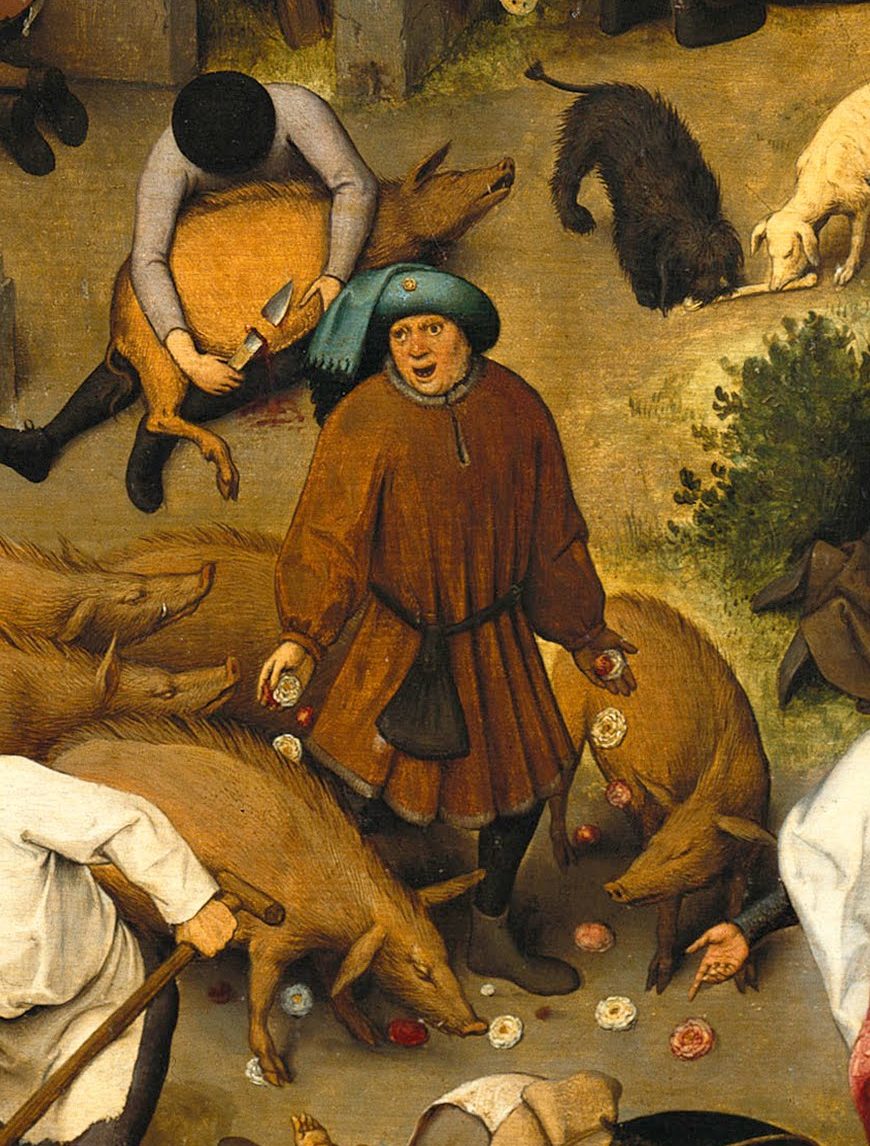
Rosen (Perlen) vor die Säue werfen. Ausschnitt aus Die niederländischen Sprichwörter (1559)

„Perlen vor die Säue werfen“ bedeutet, etwas Wertvolles den Leuten zu geben, die es nicht zu schätzen wissen. Die Metapher stammt aus dem Matthäusevangelium (7, 6), wo es heißt:

«Μὴ δῶτε τὸ ἅγιον τοῖς κυσὶ μηδὲ βάλητε τοὺς μαργαρίτας ὑμῶν ἔμπροσθεν τῶν χοίρων, μήποτε καταπατήσωσιν αὐτοὺς ἐν τοῖς ποσὶν αὐτῶν καὶ στραφέντες ῥήξωσιν ὑμᾶς.»

„Ihr sollt das Heiligtum nicht den Hunden geben und eure Perlen sollt ihr nicht vor die Säue werfen, auf dass sie dieselbigen nicht zertreten mit ihren Füßen und sich wenden und euch zerreißen.“

Der Ausdruck ist (mit Varianten) in viele Sprachen eingegangen:
- Englisch: „to cast pearls before swine“
- Französisch: „donner des perles aux pourceaux“
- Italienisch: „gettare perle ai porci“
- Neugriechisch: „Ρίπτω τους μαργαρίτας εις τους χοίρους.“

## Peter-Prinzip
Der amerikanische Pädagoge und Buchautor Laurence J. Peter (1919–1990) formulierte 1969 das Prinzip der Hierarchie der Unfähigkeit. Bei seinen bürosoziologischen Untersuchungen war er zu einer Erkenntnis gelangt, die er im Peter-Prinzip folgendermaßen zusammenfasst:

“In a hierarchy every employee tends to rise to his level of incompetence.”

„In einer Hierarchie besteht die Tendenz, dass jeder Angestellte so lange aufsteigt, bis er seine individuelle Inkompetenzstufe erreicht hat.“

Diese Definition bringt zum Ausdruck, dass jemand, der auf seinem Arbeitsplatz fähig ist, solange befördert wird, bis er eine Position erreicht, für die er inkompetent ist; dort bleibt er dann.

## Pfahl im Fleisch
Dieser Ausdruck stammt aus dem 2. Brief des Paulus an die Korinther. Hier sagt der Apostel Paulus von Tarsus von sich selbst:

„Und auf dass ich mich nicht der hohen Offenbarungen überhebe, ist mir gegeben ein Pfahl ins Fleisch, nämlich des Satans Engel, der mich mit Fäusten schlage, auf dass ich mich nicht überhebe.“

Pfahl im Fleisch ist auch ein kurzer Text aus Friedrich Schillers Xenien und Votivtafeln:
- „Nenne Lessing nur nicht! Der Gute hat vieles gelitten,
Und in des Märtyrers Kranz warst du ein schrecklicher Dorn.“[17]

Der Pfahl im Fleisch ist heute der Inbegriff für etwas, das einen nicht zur Ruhe kommen lässt:
- „Der Pfahl im Fleisch sowie wider Feigheit und vom Gebet.“ (Søren Kierkegaard)
- „Der Pfahl im Fleisch“ (Jean-Paul Sartre)
- „Pfahl im Fleisch der Erinnerung“

## Pflicht! Du erhabener großer Name!
Dieses Zitat stammt vom Philosophen Immanuel Kant, der diesen Kernbegriff seiner Lehre so beschrieb:

„Pflicht! Du erhabener großer Name, der du nichts Beliebtes, was Einschmeichelung bei sich führt, in dir fassest, sondern Unterwerfung verlangst, doch auch nichts drohest, was natürliche Abneigung im Gemüte erregte und schreckte, um den Willen zu bewegen, sondern bloß ein Gesetz aufstellst, welches von selbst im Gemüt Eingang findet.“

Zur Verzweiflung seiner Zeitgenossen (wie zum Beispiel Friedrich Schiller) verehrte Kant die Pflicht. Seine lyrische Ode an die Pflicht aus dem Jahr 1788 ist nahezu ein Gegenstück zu Schillers Gedicht An die Freude, das drei Jahre zuvor erschienen war. Schiller warf Kant vor, er würde verlangen, dass man etwas nur aus Pflicht, aber nicht aus Neigung tun solle und schrieb dazu das folgende Gedicht:
Gewissensskrupel

Gerne dien ich den Freunden, doch tu ich es leider mit Neigung,

Und so wurmt es mir oft, daß ich nicht tugendhaft bin.

Entscheidung

Da ist kein anderer Rat! Du mußt suchen, sie zu verachten,

Und mit Abscheu alsdann tun, wie die Phlicht dir gebeut.

## Phönix aus der Asche

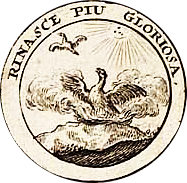
Rinasce piu gloriosa
„Er entsteht neu in größerem Glanz.“

Der Phönix ist ein mythologischer Vogel, der verbrennt und im Stande ist, aus seiner Asche wieder neu zu erstehen. Diese Vorstellung findet sich heute noch in der Redensart „Wie ein Phönix aus der Asche“ für etwas, das schon verloren geglaubt war, aber in neuem Glanz wieder erscheint.
In der Zeit des Hellenismus herrschte die Vorstellung, der Phönix sei aus der Asche des Osiris hervorgegangen und erreiche ein hohes Alter von ungefähr 300–500 Jahren. Er baut am Ende seines Lebens ein Nest, setzt sich hinein und verbrennt. Nach Erlöschen der Flammen bleibt ein Ei zurück, aus dem ein neuer Phönix schlüpft.

## Ping-Pong-Diplomatie
Als Ping-Pong-Diplomatie bezeichnet man die politische Annäherung von China und den USA in den 1970er Jahren mit Hilfe des Tischtennissports. Ping-Pong-Politik war 1971 die Überschrift eines kurzen Zeitungsartikels, in dem von der sensationellen Einreise einer Tischtennisdelegation aus den USA, Kanada, Kolumbien, Großbritannien und Nigeria in die Volksrepublik China berichtet wurde. Mit dieser Aktion hatte China nach fünfjähriger Abwesenheit vom internationalen Sportgeschehen sein Interesse an freundschaftlichen Beziehungen zur Außenwelt bekundet. In Peking begrüßte Ministerpräsident Zhou Enlai die Gäste aus den USA besonders herzlich und erklärte, dass damit „eine neue Seite der Beziehungen zwischen dem chinesischen und amerikanischen Volk aufgeschlagen“ sei.
Ping Pong war der Name für Tischtennis, als es am Ende des 19. Jahrhunderts in England erfunden wurde. Dieser Name wurde 1901 als kommerzielle Marke geschützt und darf seitdem nicht mehr frei verwendet werden. Lediglich in China heißt der Sport offiziell weiterhin „Ping Pong Ball“ 乒乓球.

## Platonische Liebe
Platonische Liebe ist die Liebe nur auf geistiger Ebene, die auf den antiken griechischen Philosophen Platon zurückgeführt wird. Nach Platon ist wahre Liebe, die von „sexuellem“ Interesse freie Liebe, der lediglich diese Gesinnung zu Grunde liegt, nur unter „Gleichen“ möglich. „Gleiche“ sind Individuen, die über gleiche Rechte und gleichen Status verfügen (können); die z. B. auch vollgültige Bürger eines Gemeinwesens sind. Frauen waren das im antiken Athen nicht. Daher wäre wahre Liebe zwischen Mann und Frau nicht möglich. Da Platon aber auch die Homosexualität ablehnte, blieb nur die platonische Liebe zwischen Männern.
Nach heutiger Bedeutung bezeichnet die platonische Liebe eine innige Freundschaft und Verbundenheit, eine Liebe auf Basis der seelischen Verbundenheit. Neben der erotisch motivierten Liebe steht in Platons Symposion die Liebe als Form einer geistigen Verbundenheit. Als Erster nach Platon sprach der Philosoph der Renaissance Marsilio Ficino (1433–1499) von dieser Idee der Liebe als „amor Platonicus“.
Wilhelm Busch äußerte dazu:

„Platonische Liebe kommt mir vor wie ein ewiges Zielen und Niemalslosdrücken.“

## Platz an der Sonne

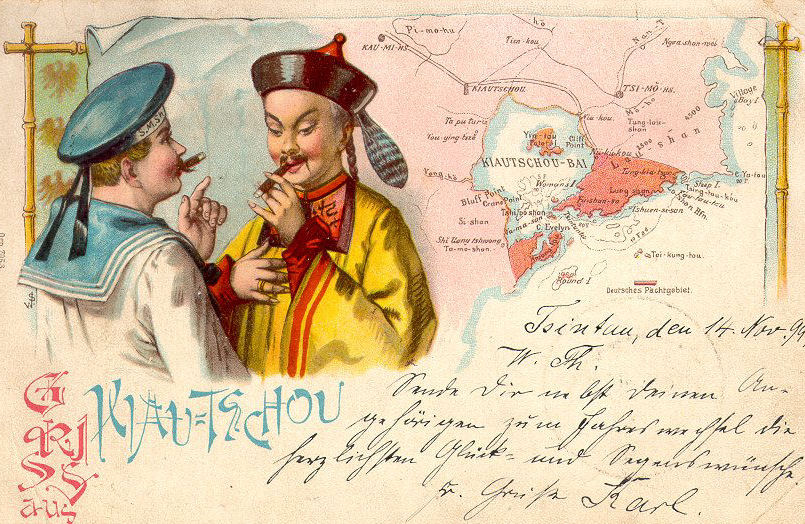
Jiaozhou (Kiautschou), der deutsche Platz an der Sonne

„Ein Platz an der Sonne“ war das Motto der deutschen ARD-Fernsehlotterie. Die Wendung geht aber auf einen Ausspruch des Reichskanzlers Fürst Bernhard von Bülow zurück, der die Besetzung der chinesischen Küstenstadt Jiaozhou 1897 vor dem Reichstag rechtfertigte, indem er sagte:

„Wir müssen verlangen, daß der deutsche Missionar und der deutsche Unternehmer, die deutschen Waren, die deutsche Flagge und das deutsche Schiff in China geradeso geachtet werden wie diejenigen anderer Mächte.“

(Lebhaftes Bravo.)

„Wir sind endlich gern bereit, in Ostasien den Interessen anderer Großmächte Rechnung zu tragen, in der sicheren Voraussicht, daß unsere eigenen Interessen gleichfalls die ihnen gebührende Würdigung finden.“

(Bravo!)

„Mit einem Worte: wir wollen niemand in den Schatten stellen, aber wir verlangen auch unseren Platz an der Sonne.“

(Bravo!)
Das Zitat wird heute ohne jeglichen Gedanken an den Kolonialismus verwendet:
- „Eishockey: Pinguine erobern Platz an der Sonne“
- „Strom aus der Wüste: Ein Platz an der Sonne“
- „Kampf um den Platz an der Sonne: Zehntausende Schulabgänger hoffen vergeblich auf einen Ausbildungsplatz.“

## Pleiten, Pech und Pannen
Pleiten, Pech und Pannen war eine von Max Schautzer moderierte und konzipierte Fernsehsendung in der ARD, in der zur Erheiterung des Publikums filmisch dokumentierte Missgeschicke vorgeführt wurden. Zuschauer bekamen 400 DM für jeden gesendeten Videobeitrag, in dem witzige Missgeschicke gezeigt wurden. Maskottchen dieser Sendung war ein Rabe, der Pechvogel.
Der Stabreim Pleiten, Pech und Pannen ist ein Inbegriff für Sachen, die schiefgelaufen sind und oft mit Schadenfreude zur Kenntnis genommen werden. So präsentiert die Netzwelt unter der Überschrift Pleiten, Pech und Pannen: Lustige Videos im Netz eine Auswahl von Pannenvideos im Internet.

## Politik der offenen Tür

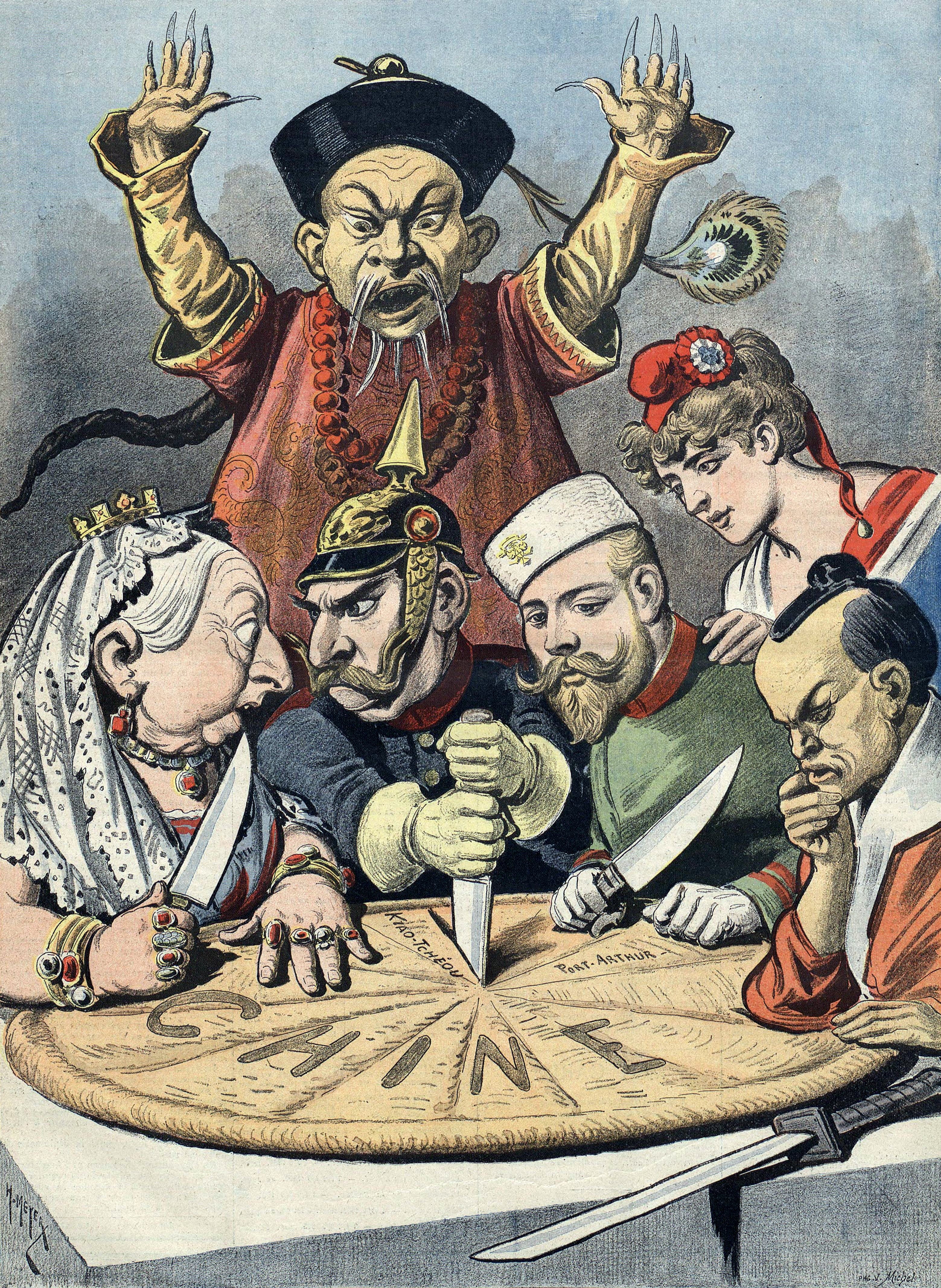
Zeitgenössische Karikatur, die die Rivalität der Größmächte in China darstellt

Die Politik der offenen Tür (englisch: Open door policy) ist eine besondere Form der Außen- und Wirtschaftspolitik, die ursprünglich die gleichen Handelsbedingungen der Großmächte in China bezeichnete. Auf dessen Grundlage konnten die Ungleichen Verträge mit China den Großmächten ungehinderten Marktzugang, Vertragshäfen und Missionstätigkeit verschaffen.
Es waren in erster Linie Briten und Amerikaner, die „the open door for all nations’ trade“ („die offene Tür für den Handel aller Nationen“) verlangten, wie es der britische Admiral Charles Beresford, 1. Baron Beresford formulierte.
Heute wird das Schlagwort allgemein für Transparenz in Bezug auf die Ziele einer Regierung oder eines Unternehmens verwendet.

## Politik ist die Kunst des Möglichen.
Am 18. Dezember 1863 sagte Otto von Bismarck im Preußischen Landtag:

„Die Politik ist keine exacte Wissenschaft.“

Im Deutschen Reichstag sagte er am 15. März 1884:

„Die Politik ist keine Wissenschaft, wie viele der Herren Professoren sich einbilden, sie ist eben eine Kunst; sie ist ebenso wenig eine Wissenschaft, wie das Bildhauen und das Malen.“

Im Preußischen Landtag sagte er am 29. Januar 1886:

„Ein Kritiker wie Lessing hat sich noch nie damit geschmeichelt, daß er, selbst wenn er Laokoon kritisierte, im Stande wäre, irgendein Bildhauer zu sein. Ich kann versichern, die Politik ist keine Wissenschaft, die man lernen kann, sie ist eine Kunst, und wer sie nicht kann, der bleibt besser davon!“

## Politik ist die Unterhaltungsabteilung der Wirtschaft.

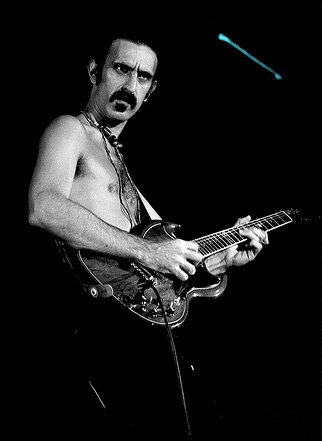
Frank Zappa

Der US-amerikanische Musiker Frank Zappa sagte auf Englisch:

“What I always say is that politics is the entertainment branch of industry.”

Eine andere Variante ist:

“Government is the Entertainment Division of the military-industrial complex.”

„Regierung ist die Unterhaltungsabteilung des militärisch-industriellen Komplexes.“

Frank Zappa machte sich immer wieder über die Gesetze des Marktes lustig und nannte seine Plattenfirma Bellende Kürbisse. Politiker waren für ihn nur „mutierte Gebrauchtwagenverkäufer“, die das Land mit Drogen vollstopften, um die Leute ruhigzustellen. 1991 kündigte Zappa an, er wolle für die Präsidentschaft der Vereinigten Staaten kandidieren, doch kurze Zeit später wurde bei ihm Prostatakrebs diagnostiziert.
Das Zitat wird immer dann ins Spiel gebracht, wenn der starke Einfluss von Wirtschaftsführern auf die Politik kritisiert werden soll.

## Politik verdirbt den Charakter.
Diese Aussage stammt aus einem Prospekt, den das vom Verleger Bernhard Brigl begründete Blatt für die Gebildeten aller Stände mit dem Untertitel Eine Zeitung für Nichtpolitiker zu Neujahr 1882 versandte. Der Prospekt, der vom späteren Chefredakteur der Braunschweigischen Landeszeitung Eugen Sierke verfasst wurde, führte weiter aus:

„Diesen zwar paradox klingenden, aber ein Körnchen Wahrheit in sich tragenden Anspruch eines berühmten Staatsmannes hat man noch niemals zuvor so oft wiederholen gehört.“

Der Gedanke war schon in den 1850er Jahren verbreitet. So schrieb die Frau des Majors Adolf von Lützow in einem an die Großmutter Sehers gerichteten Brief im August 1848:

„Ich lebe still in meinem Gartenzimmer, sehe sehr wenig von der Stadt und höre sehr ungern von der Politik, die so gründlich das Leben verdirbt wie auch den Charakter der Manschen.“

In Gustav Freytags Lustspiel Die Journalisten aus dem Jahr 1854 sagt Adelheid von Runeck:

„Wenn ich jemals in die Lage käme, einen Mann zu meinem Herrn zu machen, ich würde ihm nur eine Bedingung stellen, die weise Lebensregel meiner alten Tante: Rauchen Sie Tabak, mein Gemahl, soviel Sie wollen, er verdirbt höchstens die Tapeten, aber unterstehen Sie sich nicht, jemals eine Zeitung anzusehen, das verdirbt Ihren Charakter.“

Ludwig Marcuse spitzte den Gedanken in einem Aphorismus noch zu:

„Bismarck: ‚Politik verdirbt den Charakter.‘ Kommentar: Da er unter Politik nur Außen- und Innenpolitik verstand, ist der Satz viel zu eng. Alles pragmatische Verhalten verdirbt den Charakter. Es gibt nur zwei Beziehungen zwischen Menschen: Politik und Freundschaft.“

Der Journalist Axel Eggebrecht kritisierte 1988 in einem Essay für die WDR-Reihe ZeitZeichen den konservativen bzw. monarchistischen Hintergrund des Spruches und konterte ihn mit einer Sentenz, die auch dem österreichischen Politiker Julius Raab zugeschrieben wird:
"Nicht Politik verdirbt den Charakter, sondern schlechte Charaktere verderben die Politik." 

## Politische Brunnenvergiftung
Der deutsche Reichskanzler Fürst Otto von Bismarck war im Umgang mit politischen Gegnern nicht zimperlich, was seine Reaktion auf die entstellende Wiedergabe seiner Äußerungen im Wahlkampf zeigt, die er in einer Reichstagsrede im Januar 1882 als „politische Brunnenvergiftung“ bezeichnete.
Der Begriff ist auch heute noch aktuell und wird immer mit großer Empörung vorgebracht. So heißt es in einer Mitteilung der CDU-Landtagsfraktion im Saarland:

„Als ‚politische Brunnenvergiftung‘ hat Peter Hans, der Vorsitzende der CDU-Landtagsfraktion, Äußerungen des SPD-Partei- und Fraktionsvorsitzenden Maas bezeichnet, wonach Ministerpräsident Peter Müller angeblich durch Wählertäuschung die Diskussion um die Zukunft des Kohlebergbaus in den von Bergschäden betroffenen Regionen im Saarland angeheizt habe.“

Brunnenvergiften ist als Spezialfall des argumentum ad hominem ein rhetorisches Mittel, dessen Bezeichnung auf die Brunnenvergiftung, die absichtliche Verunreinigung des Trinkwassers, zurückgeht. Diese galt schon in der Antike als schweres Verbrechen. Als Vorwurf ist Brunnenvergiftung auch ein altes Stereotyp zur Verleumdung bestimmter Volksgruppen. Sie wurde den Juden im Mittelalter besonders während der Verbreitung der Pest (1347–1350) zugeschrieben und löste europaweit Pogrome aus.

## Politisches Urgestein

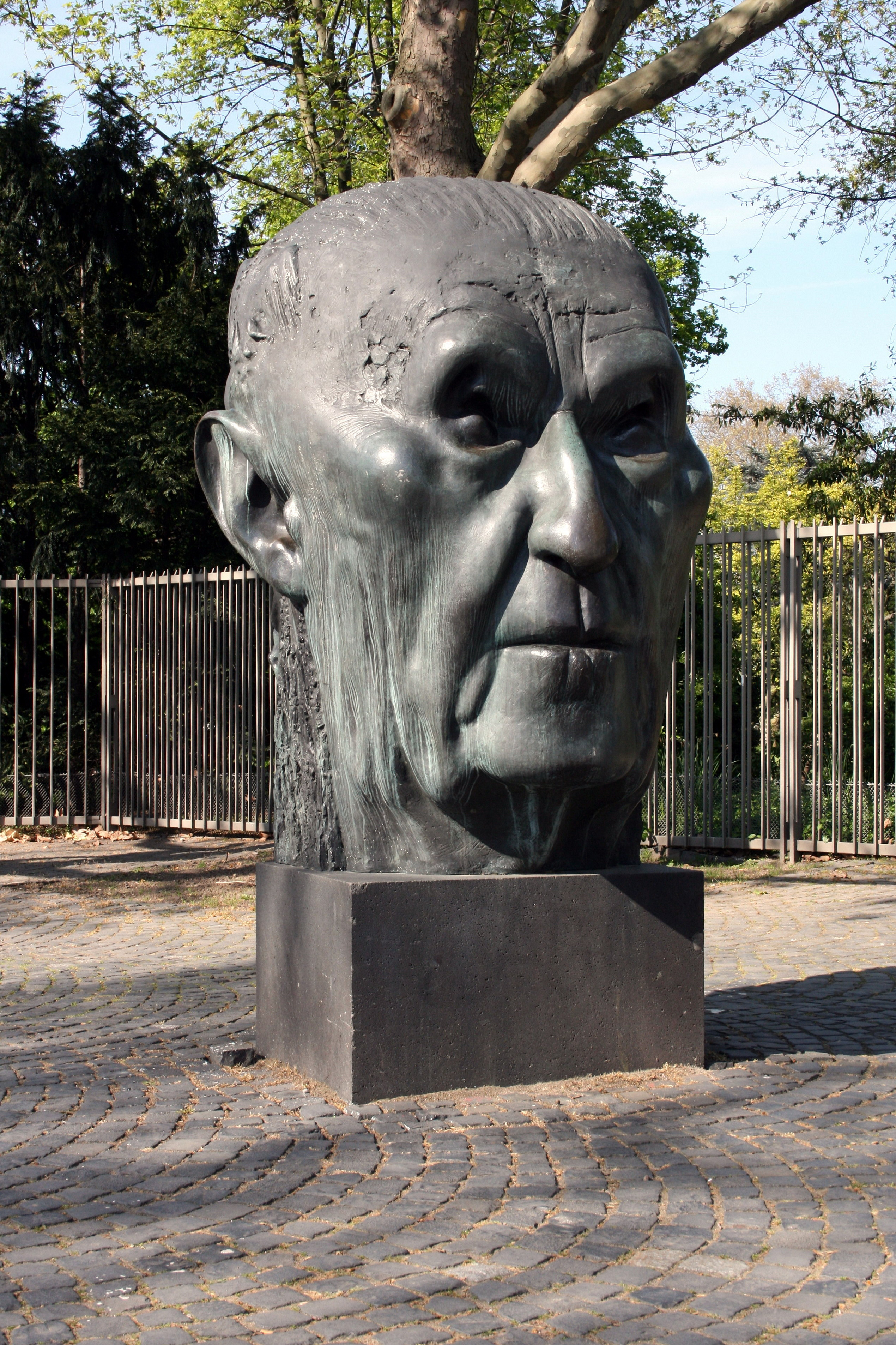
Adenauer-Plastik in Bonn

Diese Metapher wurde vom SPD-Politiker Herbert Wehner auf den ehemaligen deutschen Bundeskanzler Konrad Adenauer geprägt.
Der Journalist Klaus Harpprecht schrieb 1981 in der Wochenzeitung Die Zeit:

„Adenauers Spott inspirierte Herbert Wehner zu der brillanten Eingebung, die ihn fortan auf Schritt und Tritt durch tausend Zeitungskommentare, Radioprogramme und Fernsehreportagen begleitete, bis der Begriff mit ihm selber identisch wurde: Er hatte von dem Alten gesagt, der sei aus ‚politischem Urgestein‘ geformt. Ein schönes Wort. Die Bundesgesellschaft, die auf eine so redselige Weise sprachlos ist, sog es gierig ein. Niemand hielt sich daran auf, daß es durch inflationären Gebrauch zum Klischee verkam.“

Wehner verwandte damit die Vorstellung von einem Granitfindling, der so gut wie unverrückbar ist. Ein Urgestein ist ein Gestein, das in urwüchsig erscheinenden Formationen auftritt. Im übertragenen Sinn ist es eine Person, die in ihrer Tätigkeit seit vielen Jahren etabliert ist:
- „Herbert Wehner, Polit-Urgestein“
- „Müntefering – Urgestein und Reformer“

## Post festum
„Zu spät“: dieser lateinische Ausdruck bedeutet wörtlich „nach dem Fest“ und stammt aus der lateinischen Übersetzung des philosophischen Dialogs Gorgias von Platon. Dort wird geschildert, wie Sokrates zu einem Fest im Hause des reichen Kallikles unterwegs ist; er trifft aber erst ein, als der berühmte Redner Gorgias schon seine Rede gehalten hat, und fragt daher, ob er und sein Gefährte zu spät gekommen seien.

## Potemkinsche Dörfer

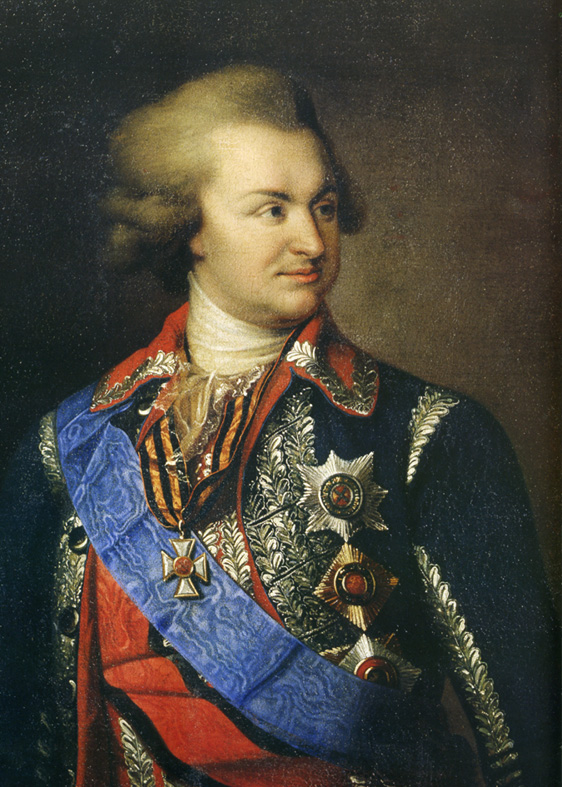
Gregor Alexandrowitsch Potemkin

Potemkinsche Dörfer (ausgesprochen: Patjómkinsche Dörfer, russisch: Потёмкинские деревни) ist der Ausdruck für nur Vorgespiegeltes, etwas, das mehr scheinen soll als es in Wirklichkeit ist. Angeblich hat Fürst Gregor Alexandrowitsch Potemkin, der Günstling der Zarin Katharina II., nach der Eroberung der Krim die Zarin, die das neuerworbene Gebiet bereiste, durch schnell aufgebaute Dörfer über dessen wahren Zustand getäuscht. Vermutlich geht aber diese Erzählung auf Klatsch verärgerter Höflinge zurück.
Der Historiker Gerhard Prause schrieb in Tratschkes Lexikon für Besserwisser:

„Dieser Hofklatsch wurde von Feinden Potemkins in St. Petersburg verbreitet. Weder die Zarin selbst, die viel zu clever war, um sich auf so plumpe Weise betrügen zu lassen, noch andere Zeitgenossen haben jemals daran geglaubt. Erst als ein sächsischer Diplomat namens Helbig in seinen 1797 veröffentlichten Memoiren davon als einer tatsächlichen Begebenheit sprach, hat diese Anekdote ihren Weg auch in seriöse Geschichtsbücher gefunden.“

## Prästabilierte Harmonie
Der philosophische Begriff Prästabilierte Harmonie wurde vom Philosophen Gottfried Wilhelm Leibniz geprägt und nimmt eine zentrale Stellung in seiner Monadenlehre ein. Leibniz bezeichnet damit das von Gott festgelegte harmonische Verhältnis aller Dinge im All.
Diese Vorstellung führt in der Monadologie von Leibniz mit zu der These von der „besten aller möglichen Welten“.

## Primum non nocere
Der lateinische Ausdruck Primum non nocere bedeutet so viel wie zuerst einmal nicht schaden (griechisch: μὴ βλάπτειν). Dies ist ein Grundsatz, den die hippokratische Tradition ins Zentrum ihres Begriffs des moralisch geforderten ärztlichen Handelns stellt.
Diesem antiken Wahlspruch zufolge soll der Arzt in seinem Bemühen, dem ihm anvertrauten Individuum zu helfen, vor allem darauf achten, ihm nicht zu schaden, und wurde um das Jahr 50 vom Arzt Scribonius Largus am Hof von Kaiser Tiberius Claudius aufgestellt. Im strengen Sinne verbietet das Motto Primum non nocere die Anwendung jeglicher Arzneimittel, da keines – gleich ob natürlichen oder künstlichen Ursprungs – frei von Nebenwirkungen ist.

## Prinzessin auf der Erbse

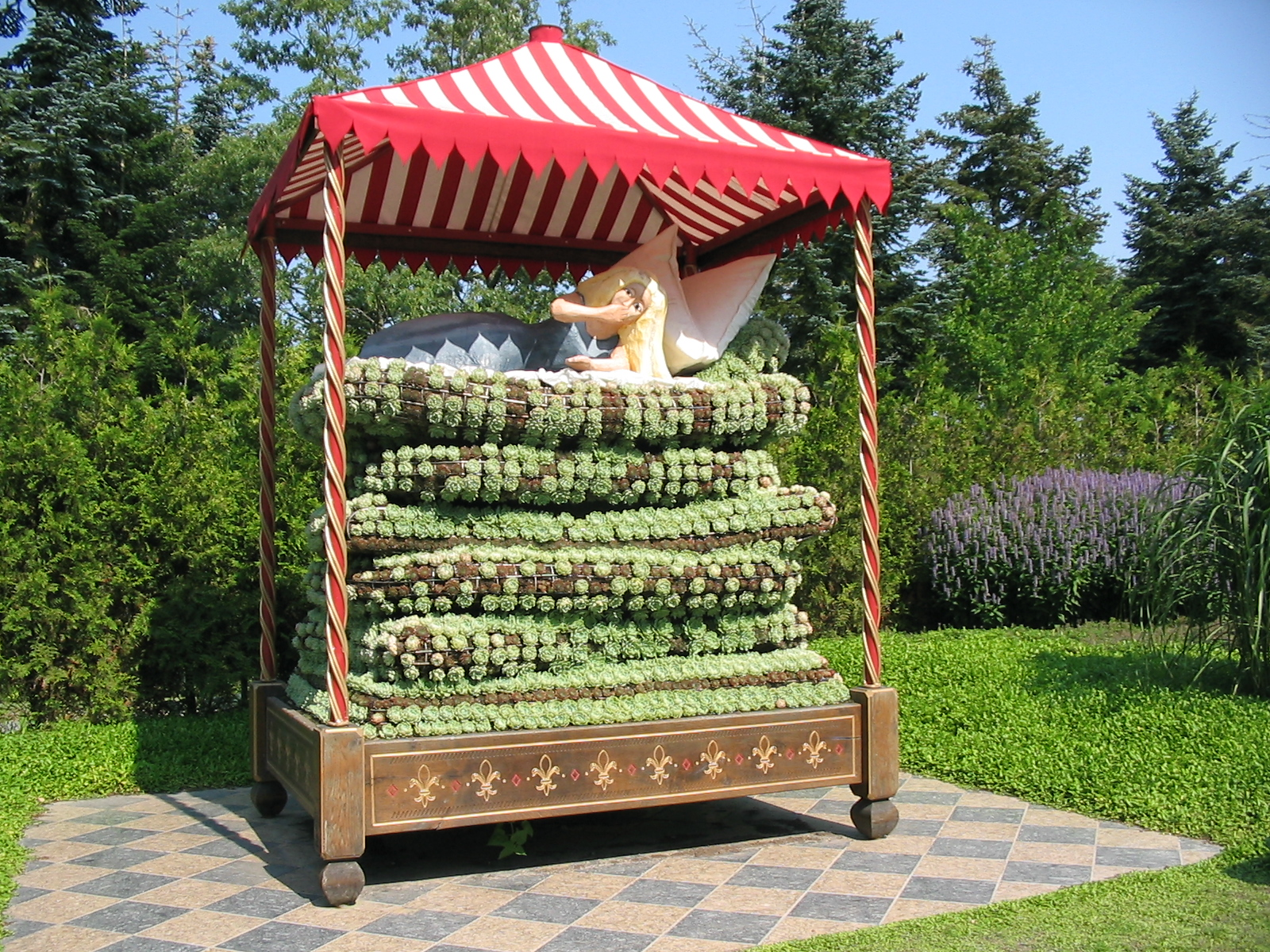
Prinzessin auf der Erbse

Die Prinzessin auf der Erbse (dänisch: Prinsessen på ærten) ist ein bekanntes Märchen des dänischen Schriftstellers Hans Christian Andersen.
Das Märchen handelt von einem Prinzen, der eine echte Prinzessin zum Heiraten sucht. Ein Unwetter verschlägt ein Fräulein, das von sich behauptet, eine echte Prinzessin zu sein, an das Schloss. Um alle Zweifel auszuräumen, bedient sich die Königin folgender List: Sie legt eine Erbse auf den Boden der Bettstelle, worauf sie zwanzig Matratzen und zwanzig Eiderdaunendecken legt. Als sich am nächsten Morgen die Prinzessin darüber beklagt, auf etwas Hartem geschlafen zu haben, ist der Beweis erbracht, dass sie eine echte Prinzessin ist.
Der Märchentitel steht in der Umgangssprache für ausgeprägte Empfindlichkeit.
In einem Liedtext des deutschen Sängers Eric Fish mit dem Titel Prinzessin auf der Erbse heißt es:

„Prinzessin auf der Erbse ich kann dich gut versteh’n

Auch ich hab eine Haut so dünn

Dass ich wie du zerschunden bin

Doch du wirst sehn – Schmerzen vergeh’n!“

## Prinzip Hoffnung
Das Prinzip Hoffnung ist das Hauptwerk des deutschen Philosophen Ernst Bloch. Geschrieben wurde es zwischen 1938 und 1947 im US-amerikanischen Exil. Ursprünglich sollte es noch The dreams of a better life heißen. Es erschien in den Jahren 1954 bis 1959 in der DDR. Seither ist der Begriff „Prinzip Hoffnung“ zu einem geflügelten Wort in den deutschen Feuilletons geworden. Im Vorwort heißt es:

„Es kommt darauf an, das Hoffen zu lernen. Seine Arbeit entsagt nicht, sie ist ins Gelingen verliebt statt ins Scheitern.“

Heute wird der Titel meist dann zitiert, wenn ausgedrückt werden soll, dass man in einer Situation nichts mehr tun kann, als nur noch zu hoffen, was allerdings im Gegensatz zu den Gedanken Blochs steht, der „Hoffnung“ nicht als Warten auf eine günstige Wendung verstand, sondern als aktives Einwirken.

## Prinzipienreiterei
Siehe: Auf einem Prinzip herumreiten

## Pro domo
Der lateinische Ausdruck Pro domo bedeutet „für das Haus“. Es handelt sich hier um den Titel der Rede Oratio de domo sua („Rede für sein Haus“) des römischen Staatsmannes Cicero, die er nach der Zerstörung seines Hauses während seiner Verbannung schrieb. Während Ciceros Verbannung hatte sein Gegner Clodius einen Teil von Ciceros Grundstück auf dem Palatin der Göttin Libertas geweiht. Cicero erklärt diese Weihung für ungültig und bemühte sich, eine Rückgabe zu erreichen. Seine Rede hat folgenden Titel:
- „De domo sua ad pontifices“
- „Über sein eigenes Haus, an das Pontifikalkollegium“

## Probieren geht über Studieren
Dieses geflügelte Wort geht auf das lateinische Sprichwort „Experĭentia est optĭma rerum magistra“ (wörtlich: „Erfahrung ist die beste Lehrmeisterin“) zurück und möchte besagen, dass theoretisches Wissen zwar nützlich, ja sogar unabdingbar sein mag, dass jedoch der Wahrheitsgehalt einer experimentell gewonnenen Erfahrung prinzipiell höher zu veranschlagen ist als der rein theoretischer Überlegungen.
Siehe auch: A-priori-Wahrscheinlichkeit

## Probier’s mal mit Gemütlichkeit!
Dies ist der Anfang eines Lieds, das der Bär Balu im Zeichentrickfilm Das Dschungelbuch für seinen menschlichen Freund Mogli singt und das folgendermaßen beginnt:
Probiers mal mit Gemütlichkeit mit Ruhe und Gemütlichkeit

jagst du den Alltag und die Sorgen weg

Und wenn du stets gemütlich bist und etwas appetitlich ist

Dann nimm es dir egal von welchem Fleck
Stefan Raab ändert den Refrain in seinem Lied mit dem gleichen Titel ab:
Probiers mal mit Gemütlichkeit,

mit Ruhe und Gemütlichkeit

und schmeiß’ die blöden Sorgen über Bord.

(Schmeiß’ sie weg, schmeiß’ sie weg)

## Prognosen sind schwierig, besonders wenn sie die Zukunft betreffen.
Bei dieser Aussage ist nicht ganz klar, von wem sie stammt. Man schreibt sie dem Kabarettisten Karl Valentin, dem Schriftsteller Mark Twain, dem Naturwissenschaftler Niels Bohr, dem Physiker Georg Christoph Lichtenberg, dem Journalisten Kurt Tucholsky und dem Politiker Winston Churchill zu. 
Eine englische Version ist:

“Prediction is very difficult, especially about the future.”

Die dänische Version, die dem Physiker Niels Bohr zugeschrieben wird, lautet:

„Det er svært at spå, især om fremtiden.“

Vermutlich stammt das Bonmot aber von einem dänischen Politiker. Gerald Krieghofer hält die Zuschreibung bei Valentin, Twain, Lichtenberg, Tucholsky und Churchill für falsch und bei Bohr für unbewiesen.

## Proletarier aller Länder, vereinigt euch!

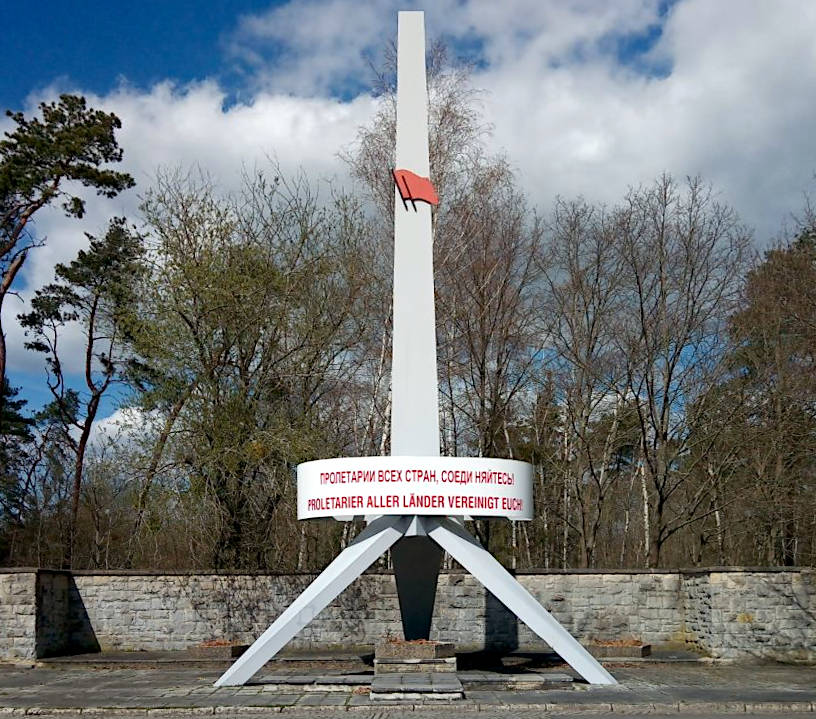
„Proletarier aller Länder vereinigt euch“ in Russisch und Deutsch in einem ehemaligen Standort der Roten Armee in Roßlau (Elbe)

Das Manifest der Kommunistischen Partei von Karl Marx aus dem Jahr 1848 beginnt mit dem geflügelten Wort „Ein Gespenst geht um in Europa – das Gespenst des Kommunismus“ und endet mit dem bekannten Aufruf:

„Die Kommunisten verschmähen es, ihre Ansichten und Absichten zu verheimlichen. Sie erklären es offen, dass ihre Zwecke nur erreicht werden können durch den gewaltsamen Umsturz aller bisherigen Gesellschaftsordnung. Mögen die herrschenden Klassen vor einer kommunistischen Revolution zittern. Die Proletarier haben nichts in ihr zu verlieren als ihre Ketten. Sie haben eine Welt zu gewinnen.

Proletarier aller Länder vereinigt Euch!“

Die englische Form Workers of all lands unite steht auch auf dem Grabstein von Karl Marx auf dem Londoner Friedhof Highgate.

## Prophete rechts, Prophete links, das Weltkind in der Mitten
So lauten die Schlussverse von Goethes Gedicht Diner zu Coblenz im Sommer 1774. Auf einer Rheinfahrt saß Goethe mit dem Popularphilosophen Johann Bernhard Basedow und dem Schweizer Theologen Johann Kaspar Lavater beim Essen. Während diese beiden eine hochgelehrte Unterhaltung führten, widmete Goethe sich ausschließlich kulinarischen Genüssen.
Laut Dichtung und Wahrheit hat Goethe diese Verse in Köln in ein Album geschrieben:
Und, wie nach Emmaus, weiter ging’s

Mit Sturm- und Feuerschritten:

Prophete rechts, Prophete links,

Das Weltkind in der Mitten.

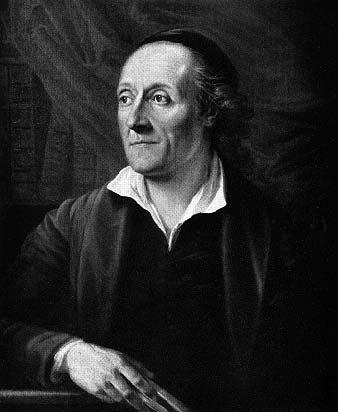
Johann Kaspar Lavater

Das Zitat wird auf jemanden bezogen, der sich nicht um die Meinungen anderer kümmert, die keinen Blick für das Nützliche oder Angenehme haben.
Die Verknüpfung mit dem Gang nach Emmaus (Evangelium nach Lukas 24, 13) spielt darauf an, dass der auferstandene Jesus zwei Jüngern auf dem Weg nach Emmaus begegnete, die ihn zunächst nicht erkannten.

## Psychoanalyse ist jene Geisteskrankheit, für deren Therapie sie sich hält.

Karl Kraus

Diese abwertende Beurteilung der Psychoanalyse stammt vom österreichischen Satiriker Karl Kraus, von dem auch das folgende Bonmot stammt:

„Krank sind die meisten. Aber nur wenige wissen, dass sie sich etwas darauf einbilden können. Das sind die Psychoanalytiker.“

Kraus polemisierte weiter:

„Nervenärzten, die uns das Genie verpathologisieren, soll man mit dessen gesammelten Werken die Schädeldecke einschlagen.“

Richard Schuberth schreibt 2006 über dieses berühmte Zitat:

„1913 ätzt Karl Kraus diese amüsante Gemeinheit ins literarische Gedächtnis der Welt, inhaltlich für viele ein Beweis seiner Überheblichkeit, formal der Archetypus des gelungenen Aphorismus. Eine paradoxe Übertreibung, die durch die fiese Inversion des angefügten Relativsatzes kaum ihre Wirkung verfehlt. Wie sehr mochten die Leser der Fackel gelacht haben, wie sauer mag es den seriösen Herren der Wiener Psychoanalytischen Gesellschaft aufgestoßen sein, zumal die ihre jungen Theoreme in besonders steifen Krägen und ironiefreiem Akademismus vor den Anfeindungen durch den prüden Common Sense schützen mussten.“

Schuberth stellt fest, dass Kraus zwar Vorlesungen von Sigmund Freud besucht hatte, aber nur oberflächliches Wissen über die Psychoanalyse besaß. Anfänglich begegnete Kraus Freud mit Respekt und schrieb im Zusammenhang mit Homosexuellenprozessen:

„Mit Professor Sigmund Freud habe man die Einsicht und den Mut, zu bekennen, dass der Homosexuelle weder ins Zuchthaus noch in den Narrenturm gehört.“

Nachdem sich die beiden voneinander entfremdet hatten, schrieb Freud in einem Brief an den Schriftsteller Arnold Zweig:

„Ich war sehr stolz auf die Stelle, die Sie mir gewidmet haben, und dann wieder verärgert darüber, dass Sie eine Verbeugung vor Karl Kraus machen können, der auf der Skala meiner Hochachtung eine unterste Stelle einnimmt.“

## Pünktlichkeit ist der Dieb der Zeit.
Diese Worte stammen aus Oscar Wildes Roman Das Bildnis des Dorian Gray und charakterisieren den zynischen Dandy Lord Henry Wotton, von dem es im Buch auf Englisch heißt:

“He was always late on principle, his principle being that punctuality is the thief of time.”

„Er kam prinzipiell zu spät, weil es einer seiner Grundsätze war, dass Pünktlichkeit die Zeit stehle.“

Hintergrund ist wohl ein Zitat des englischen Dichters Edward Young, das folgendermaßen lautet:

“Procrastination is the thief of time.”

„Aufschieben ist der Dieb der Zeit.“

## Pünktlichkeit ist die Höflichkeit der Könige.

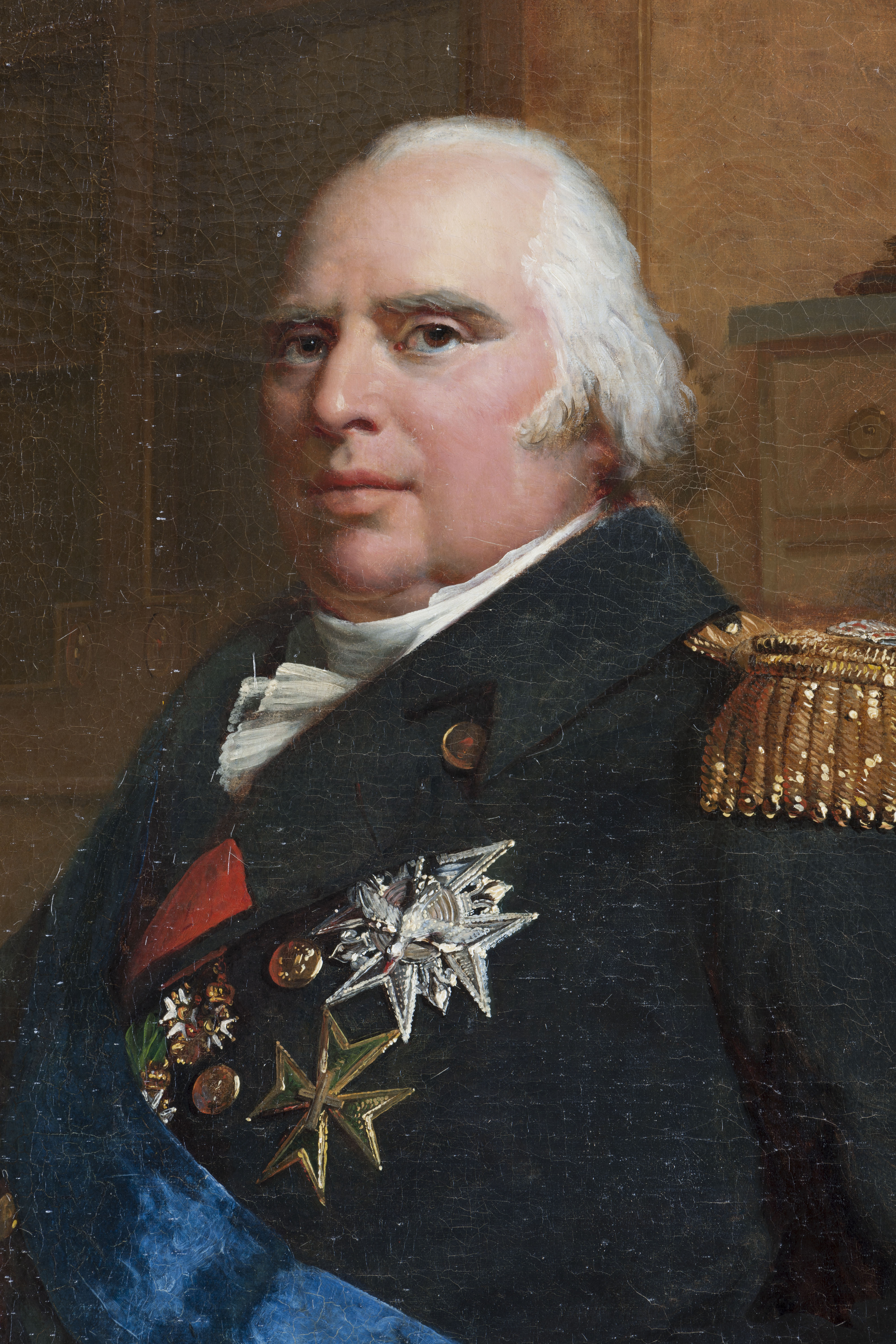
Ludwig XVIII.

Der Bankier Jacques Laffitte zitiert in seinen Lebenserinnerungen den französischen König Ludwig XVIII. mit folgendem Ausspruch:

« L’exactitude est la politesse des rois. »

Mit diesem Zitat wird heute jemand gerügt, indem man ihm vor Augen führt, dass Pünktlichkeit selbst von Königen beachtet wird. Könige haben keine andere Möglichkeit, ihren Respekt vor ihren Mitbürgern auszudrücken, als durch Pünktlichkeit. Deshalb ist Pünktlichkeit die Höflichkeit der Könige. Heute wird die Wendung gebraucht, wenn ein Vorgesetzter seine Untergebene nicht warten lässt.
Ein ähnlicher Ausspruch stammt von Napoleon Bonaparte, der sagte:

„Es gibt Diebe, die von den Gesetzen nicht bestraft werden, obwohl sie dem Menschen das Kostbarste stehlen: nämlich die Zeit.“